# 黑鷹 (馬)
黑鹰，是在英國出生的日本純種競賽馬匹。生涯活躍於短途至一哩賽事，曾勝出1999年短途馬錦標及2001年安田紀念。

## 出賽前
1994年5月14日出生於英國Watership Down Stud，成長途中被馬主金子真人購入並引入日本。
其後交由美浦訓練中心練馬師國枝榮訓練。

## 競賽生涯

### 4歲（現3歲）
1997年1月6日出戰中山競馬場4歲新馬戰，於比賽途中一路保持於先頭有利位置下再於直路跑出優秀的末腳速度，最終以1 1/4馬位優勢取得首勝。
其後於本年度主要出戰條件戰，並成功取得一冠兩亞一季的優秀戰績。

### 5歲（現4歲）
1998年年初出戰宇治村特別、春光賞及血石錦標三場條件戰，分別取得第四、第一及第一的優秀戰績，使其得以晉級至公開組。
4月11日出戰打吡公爵挑戰盃，縱然爲其首次挑戰分級賽，其仍然於賽前獲得第二人氣。比賽開始後，其選擇於中團左右的位置展開推進，於比賽途中不斷加速爬升，進入直路後成功於有利位置衝出一舉超越所有對手，最終以1 3/4馬位壓贏對手取得首個分級賽冠軍。
其後出戰京王盃春季盃，於比賽途中繼續採用居中戰術，進入直路後表現出不俗的加速力，最終僅敗於大樹快車及大隅鉅子取得第三。
6月14日出戰安田紀念，雖然其作爲分級賽優勝馬及前哨戰上位馬下於賽前僅次於大樹快車取得第二人氣，然而於比賽途中未能發揮應有水準，於直路上一直停留於後方下最終以第十一大敗。
完成安田紀念後，陣營安排其進入長期休養，缺席秋季所有賽事。

### 6歲（現5歲）
1999年8月於關屋紀念復出，於比賽途中一直保持於有利位置推進，僅於進入直路後被以凌厲姿勢加速的Reward Ninfa超越得第二。
其後出戰京成盃秋季讓賽，採用先頭戰術下成功帶出，但於直路稍爲力弱下被Sunrise Atlas及Dragon Light超越，最終以第三完賽。
10月30日出戰天鵝錦標，成功於其中轟出全場最快末腳，於直路上以凌厲的姿態壓制以廣受歡迎爲首的一衆對手，最終拋離後方2馬位下再度奪得分級賽冠軍。
11月21日按照計劃出戰一哩冠軍賽，僅次於本年度安田紀念冠軍空中聖戰取得第二人氣。比賽開始後，其跟隨領放馬協榮三月的步伐和空中聖戰一同於中團靠前位置展開推進，於進入直路後嘗試加速從前，但勢頭仍然落後於空中聖戰及帝皇光輝下無法壓制對手，最終以第三完賽。
其後出戰短途馬錦標，比賽初段繼續採用拿手的先行戰術於約莫第五位左右推進，並於比賽途中一直保持此穩定的節奏。進入直路後，其隨即響應騎師橫山典弘的指揮加速，最終輕鬆超越前方領先的愛麗世界下再抵擋後方帝皇光輝的進擊，以頸位優勢取得首個一級賽冠軍。

### 7歲（現6歲）
2000年其以阪急盃作爲年度首戰，並於其中以輕鬆的姿態取勝。
然而之後其表現較爲反覆，雖然於高松宮紀念及京王盃春季盃取得第四及第二的不俗戰績，但於安田紀念卻以第九大敗。
入秋後其仍然未擺脫表現不穩的狀態，於人馬錦標及短途馬錦標分別取得一亞一季後於一哩冠軍賽事以第八落敗，然而其後於CBC賞回勇取得第二。

### 7歲[a]
2001年年初其出戰阪急盃及高松宮紀念，分別敗於大德大和及多樂星取得二連亞。
其後出戰京王盃春季盃，於直路上的纏鬥未能勝過Sky and Ryu下又被後上的痛快駒超越，最終獲得第三。
6月3日出戰安田紀念，由於本次比賽有諸如上年度盟主兼香港代表靚蝦王、京王盃春季盃冠軍痛快駒及讀賣盃冠軍城天勇士等強敵的參戰，加上其近況不佳，因而於僅獲得第九人氣。比賽開始後，騎師橫山採取陣營於賽前下達的指令，選擇控制其的速度指揮其停留中團靠後位置。進入直路後，一直等待時機的空中聖戰餘力充足，於大外檔展開加速下轟出後600米34.8秒的優勢末腳，最終以1馬位壓贏歇息再度取得一級賽冠軍。
然而贏得安田紀念後，其出戰骨膜炎的症狀，最終於陣營安排下，其於7月退役並取消日本中央競馬會的賽駒註冊。

### 詳細賽績
| 日期       | 舉辦國家 | 馬場 | 距離   | 級別 | 賽事名稱       | 負重 | 騎師     | 馬號 | 出馬 | 名次 | 時間   | 頭馬（二馬）      |
| ---------- | -------- | ---- | ------ | ---- | -------------- | ---- | -------- | ---- | ---- | ---- | ------ | ----------------- |
| 6/1/1997   | 日本     | 中山 | 草1600 |      | 4歲新馬        | 55   | 岡部幸雄 | 4    | 16   | 1    | 1:39.8 | （Great Clear）   |
| 1/2/1997   | 日本     | 東京 | 草1800 |      | 非洲堇賞       | 55   | 岡部幸雄 | 7    | 14   | 3    | 1:49.1 | Inter Punch       |
| 16/2/1997  | 日本     | 東京 | 草1800 |      | 春菜賞         | 55   | 岡部幸雄 | 11   | 13   | 退賽 | 退賽   | Meisho Dengeki    |
| 19/4/1997  | 日本     | 新潟 | 草1600 |      | 蕨菜賞         | 55   | 小林久晃 | 9    | 15   | 2    | 1:35.7 | Yuki Fuji         |
| 4/5/1997   | 日本     | 東京 | 草1600 |      | 八重櫻賞       | 55   | 横山典弘 | 5    | 6    | 1    | 1:36.8 | （Doo-Wop）       |
| 1/6/1997   | 日本     | 東京 | 草2000 |      | 駒草賞         | 55   | 横山典弘 | 5    | 15   | 2    | 2:01.6 | Toa Stealth       |
| 1/2/1998   | 日本     | 京都 | 草1400 |      | 宇治川特別     | 56   | 角田晃一 | 11   | 16   | 4    | 1:22.5 | Rey Seattle       |
| 21/2/1998  | 日本     | 東京 | 草1600 |      | 春光賞         | 56   | 横山典弘 | 15   | 16   | 1    | 1:34.8 | （Green Blitz）   |
| 15/3/1998  | 日本     | 中山 | 草1600 |      | 血石錦標       | 56   | 横山典弘 | 1    | 14   | 1    | 1:35.3 | （Nippo Atlas）   |
| 11/4/1998  | 日本     | 中山 | 草1600 | GIII | 打吡公爵挑戰盃 | 56   | 岡部幸雄 | 2    | 11   | 1    | 1:34.3 | （Keiwan Viking） |
| 16/5/1998  | 日本     | 東京 | 草1400 | GII  | 京王盃春季盃   | 56   | 後藤浩輝 | 13   | 16   | 3    | 1:20.7 | 大樹快車          |
| 14/6/1998  | 日本     | 東京 | 草1600 | GI   | 安田紀念       | 58   | 後藤浩輝 | 13   | 17   | 11   | 1:39.5 | 大樹快車          |
| 8/8/1999   | 日本     | 新潟 | 草1600 | GIII | 關屋紀念       | 56   | 蛯名正義 | 14   | 18   | 2    | 1:32.0 | Reward Ninfa      |
| 12/9/1999  | 日本     | 中山 | 草1600 | GIII | 京成盃秋季讓賽 | 57   | 柴田善臣 | 3    | 15   | 3    | 1:32.9 | Sunrise Atlas     |
| 30/10/1999 | 日本     | 京都 | 草1400 | GII  | 天鵝錦標       | 57   | 蛯名正義 | 8    | 12   | 1    | 1:20.2 | （廣受歡迎）      |
| 21/11/1999 | 日本     | 京都 | 草1600 | GI   | 一哩冠軍賽     | 57   | 武豐     | 15   | 18   | 3    | 1:33.2 | 空中聖戰          |
| 19/12/1999 | 日本     | 中山 | 草1200 | GI   | 短途馬錦標     | 57   | 横山典弘 | 10   | 16   | 1    | 1:08.2 | （愛麗世界）      |
| 27/2/2000  | 日本     | 阪神 | 草1200 | GIII | 阪急盃         | 58   | 横山典弘 | 3    | 12   | 1    | 1:08.7 | （Divine Light）  |
| 26/3/2000  | 日本     | 中京 | 草1200 | GI   | 高松宮紀念     | 57   | 横山典弘 | 16   | 17   | 4    | 1:08.7 | 帝皇光輝          |
| 14/5/2000  | 日本     | 東京 | 草1400 | GII  | 京王盃春季盃   | 59   | 横山典弘 | 13   | 18   | 2    | 1:21.3 | 痛快駒            |
| 4/6/2000   | 日本     | 東京 | 草1600 | GI   | 安田紀念       | 58   | 横山典弘 | 8    | 18   | 9    | 1:34.6 | 靚蝦王            |
| 10/9/2000  | 日本     | 阪神 | 草1200 | GIII | 人馬錦標       | 59   | 横山典弘 | 14   | 16   | 2    | 1:07.6 | 流行金曲          |
| 1/10/2000  | 日本     | 中山 | 草1200 | GI   | 短途馬錦標     | 57   | 横山典弘 | 2    | 16   | 3    | 1:08.8 | 大德大和          |
| 19/11/2000 | 日本     | 京都 | 草1600 | GI   | 一哩冠軍賽     | 57   | 横山典弘 | 18   | 18   | 8    | 1:33.2 | 愛麗數碼          |
| 16/12/2000 | 日本     | 中京 | 草1200 | GII  | CBC賞          | 59   | 横山典弘 | 8    | 16   | 2    | 1:08.1 | 多樂星            |
| 25/2/2001  | 日本     | 阪神 | 草1200 | GIII | 阪急盃         | 59   | 横山典弘 | 3    | 14   | 2    | 1:08.8 | 大德大和          |
| 25/3/2001  | 日本     | 中京 | 草1200 | GI   | 高松宮紀念     | 57   | 横山典弘 | 13   | 18   | 2    | 1:08.5 | 多樂星            |
| 13/5/2001  | 日本     | 東京 | 草1400 | GII  | 京王盃春季盃   | 59   | 横山典弘 | 12   | 18   | 3    | 1:20.2 | 痛快駒            |
| 3/6/2001   | 日本     | 東京 | 草1600 | GI   | 安田紀念       | 58   | 横山典弘 | 17   | 18   | 1    | 1:33.0 | （歇息）          |

a 由2001年開始，日本跟隨國際馬齡顯示標準，以實歲標記馬匹

## 退役後
退役後，黑鷹成爲了配種馬，於北海道早來町（今安平町）社台Stallion Station休養，在2002年進行配種，首批子嗣於2003年出生。首批子嗣可於2005年出賽。2007年8月26日，Couverture在堅蘭盃取勝，成爲首匹勝出分級賽的子嗣。
2011年10月前往熊本縣熊本市東區本田土壽牧場繼續進行配種，期間亦會前往澳洲穿梭配種。
2015年7月22日，其於牧場內因心臟麻痹死亡，享年21歲。

### 主要子嗣

#### 分級賽優勝子嗣
2004年生
- Couverture（堅蘭盃）

2005年生
- Celebrita（京都牝馬錦標）

## 血統簡介
父系雷里耶夫爲美國生產的法國賽駒，由於自身配種成績非常優秀，現已經確立成一支獨立的種馬系統。祖父北地舞人爲加拿大賽駒，爲美國三冠賽雙冠馬，退役後亦爲著名種馬，被譽爲當時改變世界的種馬之一。
母系Silver Lane爲美國生產的法國賽駒，生涯戰績不俗，曾勝出三級賽具路都賞及於一級賽愛爾蘭橡樹大賽跑獲第三。外祖父Silver Hawk爲美國生產的愛爾蘭賽駒，生涯戰績不俗，曾勝出三級賽卡拉芬錦標，亦於一級賽愛爾蘭打吡及葉森打吡分別取得亞軍及季軍。

### 血統表
| 父線：雷利耶夫系（北地舞人系）                                       |                            |              |                |
| 種馬 雷利耶夫 1977年（棗色）                                         | 北地舞人 1961年（棗色）    | 新北區       | Nearco         |
| 種馬 雷利耶夫 1977年（棗色）                                         | 北地舞人 1961年（棗色）    | 新北區       | Lady Angela    |
| 種馬 雷利耶夫 1977年（棗色）                                         | 北地舞人 1961年（棗色）    | Naltama      | 天才舞者       |
| 種馬 雷利耶夫 1977年（棗色）                                         | 北地舞人 1961年（棗色）    | Naltama      | Almahmoud      |
| 種馬 雷利耶夫 1977年（棗色）                                         | Special 1969年（棗色）     | Forli        | Aristophanes   |
| 種馬 雷利耶夫 1977年（棗色）                                         | Special 1969年（棗色）     | Forli        | Trevisa        |
| 種馬 雷利耶夫 1977年（棗色）                                         | Special 1969年（棗色）     | Thong        | Nantallah      |
| 種馬 雷利耶夫 1977年（棗色）                                         | Special 1969年（棗色）     | Thong        | Rough Shod     |
| 繁殖雌馬 Silver Lane 1985年（深棗色）                                | Silver Hawk 1979年（棗色） | 雷弼圖       | Hail to Reason |
| 繁殖雌馬 Silver Lane 1985年（深棗色）                                | Silver Hawk 1979年（棗色） | 雷弼圖       | Bramalea       |
| 繁殖雌馬 Silver Lane 1985年（深棗色）                                | Silver Hawk 1979年（棗色） | Gris Vitesse | Amerigo        |
| 繁殖雌馬 Silver Lane 1985年（深棗色）                                | Silver Hawk 1979年（棗色） | Gris Vitesse | Matchiche      |
| 繁殖雌馬 Silver Lane 1985年（深棗色）                                | Strait Lane                | Chieftain    | 勇者帝王       |
| 繁殖雌馬 Silver Lane 1985年（深棗色）                                | Strait Lane                | Chieftain    | Pocahontas     |
| 繁殖雌馬 Silver Lane 1985年（深棗色）                                | Strait Lane                | Level Sands  | Mahmoud        |
| 繁殖雌馬 Silver Lane 1985年（深棗色）                                | Strait Lane                | Level Sands  | Crawfish       |
| 雌系：號族：5-g                                                      |                            |              |                |
| 五代內近親交配：Nearco 4×5、Mahmoud 5×4、Hyperion 5×5、Nasrullah 5×5 |                            |              |                |

## 命名由來
名字Black Hawk（ブラックホーク）意思即是「黑鷹」。

## 外部連結
- 黑鷹 netkeiba.com （页面存档备份，存于）
- 血統表 （页面存档备份，存于）